# Ève Charrin
Ève Charrin, née en 1969 à Lyon, est une journaliste, critique littéraire et auteure française. 
Elle vit à Paris[réf. souhaitée].

## Biographie
Elle a écrit d'abord dans la presse économique (Challenges,, occasionnellement Alternatives économiques,). Elle contribue également à la revue Esprit et à La Quinzaine littéraire, y compris une chronique, « Zone de turbulences », jusqu'en 2016.  
Elle a écrit ensuite très régulièrement dans les pages « Idées » et « Culture » de Marianne et dans le magazine Books,, où elle a animé une rubrique.
Elle a aussi publié dans L'Obs,, dans la revue XXI,,,, (des enquêtes sur Pascal Lamy, sur la City de Londres, sur le rapport au travail ; de grands entretiens avec Arundhati Roy, David Graeber), ainsi que dans la revue Le Crieur. 
Depuis 2020, elle anime un atelier d’écriture de non-fiction à l'Université de Paris-Diderot[réf. nécessaire].

## Écriture
En 2007, après un séjour de trois ans à New Delhi, elle publie L'Inde à l’assaut du monde (Grasset),,. Cet essai-enquête montre que le caractère inégalitaire de la société indienne, marquée par le système des castes, ne fait pas obstacle à l’émergence économique du pays (telle que la mesure le PIB). Pourvue d’élites diplômées et anglophones, l’Inde du début du XXIe siècle profite en effet de la mondialisation en exportant ses services à haute valeur ajoutée (informatiques notamment) à des tarifs compétitifs. 
Elle se consacre par la suite à la littérature du réel, avec La Voiture du Peuple et le sac Vuitton (2013), un recueil d'essais et de fictions sur la mondialisation vue à travers 15 objets, La Course ou la Ville, un récit-reportage embarqué sur les chauffeurs-livreurs. Elle continue ses publications avec Journal Intime du capitalisme, un récit autobiographique sur les contradictions entre ses convictions en matière de justice sociale et d'écologie, et son début de carrière dans la presse économique acquise au néolibéralisme, puis Glissement de Terrain, un récit littéraire sur la lutte pour la défense des Jardins ouvriers des Vertus à Aubervilliers. Au fil de ses textes, qui mêlent enquête journalistique et écriture littéraire, se développent des positions engagées.